# Anna Michailowna Astachowa
Anna Michailowna Astachowa (russisch Анна Михайловна Астахова; * 22. Junijul. / 4. Juli 1886greg. in Kronstadt; † 30. April 1971 in Leningrad) war eine russische bzw. sowjetische Historikerin, Folkloristin und Hochschullehrerin.

## Leben
Astachowa, Tochter eines Marineoffiziers, verlor 1902 ihre Mutter, und ein Jahr später starb ihr Vater. Sie gab nun Privatstunden und schloss den Besuch der St. Petersburger Schule des Ordens der Heiligen Elisabeth mit Auszeichnung ab. Von 1903 bis 1908 studierte sie am St. Petersburger Pädagogik-Institut für Frauen in der Sprachlich-Historischen Abteilung. Darauf unterrichtete sie Geschichte und Literatur an Gymnasien in Walk (1908–1909), Tiflis (1909–1911) und St. Petersburg/Petrograd bis nach der Oktoberrevolution.
Ab 1921 war Astachowa Lehrerin für Russische Literatur und wissenschaftliche Mitarbeiterin des Staatlichen Instituts für Kunstgeschichte (GIII) in Petrograd/Leningrad, wo sie auch die Höheren Kurse absolvierte. Sie beteiligte sich 1926 an der bedeutenden komplexen Expedition des GIII im Onegasee-Gebiet. Sie widmete sich besonders der bäuerlichen Kultur und wurde Folkloristin. Die nächsten drei GIII-Expeditionen in den russischen Norden galten den Gebieten an der Pinega (1927), der Mesen (1928) und der Petschora (1929).
Astachowa wurde 1931 wissenschaftliche Mitarbeiterin des Instituts für Erforschung der Völker der UdSSR der Akademie der Wissenschaften der UdSSR und 1932 Mitglied der Staatlichen Geographischen Gesellschaft. Auf ihr Anraten wurde die Bylinen-Sängerin Marfa Krjukowa 1934 von dem Aspiranten der Universität Leningrad W. P. Tschuschimow aufgesucht, um Bylinen aufzuzeichnen und dann zu veröffentlichen. Ohne Verteidigung einer Dissertation wurde Astachowa 1935 zur Kandidatin der philologischen Wissenschaften promoviert.
Von 1939 bis 1965 war Astachowa wissenschaftliche Mitarbeiterin des Puschkinhauses und organisierte das Sammeln und Bewahren  von Objekten der russischen Folklore. Nach erfolgreicher Verteidigung ihrer Doktor-Dissertation über die Nordperiode in der Geschichte der russischen Bylina 1944 wurde sie 1945 zur Doktorin der philologischen Wissenschaften promoviert. Darauf lehrte sie dort bis 1956 mit Ernennung zur Professorin 1949. Während ihrer langen Forschungstätigkeit sammelte sie mehr als 10.000 Texte der russischen Volkspoetik. Zu ihren Schülern gehörten Boris Jegorow und Boris Putilow.

## Ehrungen, Preise
- Ehrenzeichen der Sowjetunion
- Medaille „Für heldenmütige Arbeit im Großen Vaterländischen Krieg 1941–1945“
- Medaille „Für die Verteidigung Leningrads“